# Issaquah Creek
Der Issaquah Creek ist ein kleiner Bach, der durch die Stadt Issaquah und andere nahegelegene Gemeinden im US-Bundesstaat Washington fließt. 

## Verlauf
Sein Quellgebiet liegt an den Hängen der Cougar, Squak, Tiger und Taylor Mountains in den Issaquah Alps. Zuflüsse des Issaquah Creek sind der Holder Creek, der Carey Creek, der Fifteen-mile Creek, der McDonald Creek, der East Fork Issaquah Creek und der North Fork Issaquah Creek. Der Bach mündet am Südende des Lake Sammamish in diesen. Der Abfluss des Sees ist der Sammamish River, welcher selbst über den Lake Washington in den Puget Sound entwässert.

## Natur
Das Einzugsgebiet des Issaquah Creek besteht aus mehr als 75 % Wald und ist zu weniger als 10 % urbanisiert oder vegetationslos. Das Becken ist eines von drei am stärksten urbanisierten im King County. Der obere und mittlere Teil des Einzugsgebietes ist als Regionally Significant Resource Area definiert, da es außerordentliche Fisch-Lebensräume gibt und das Gebiet recht wenig von wirtschaftlicher Entwicklung geprägt ist. Das komplette Becken ist ein bedeutendes Lachs-Wander- und -Laich-Gebiet. Der Carry Creek und der Holder Creek bieten im oberen Issaquah Creek Basin Salmoniden teilweise exzellente Lebensräume.
Jedes Jahr im Oktober sammeln sich Menschen an seinen Ufern, um die Lachse bei der Wanderung stromauf zu beobachten. Angeln im Issaquah Creek ist nur Anglern unter 15 Jahren und den lokal ansässigen Indianern erlaubt.
Der Issaquah Creek und seine Zuflüsse bieten Königs-, Silber- und Rotlachs (sowohl dem anadromen "Sockeye" als auch dem nicht wandernden "Kokanee") sowie Küsten-Cutthroat- und Steelhead-Forelle Lebensräume. Königs- und Silberlachse werden von der staatlichen Issaquah Salmon Hatchery gezüchtet, welche drei Meilen (4,8 km) oberhalb der Bachmündung angesiedelt ist. Die Aufzuchtstation entlässt seit 1936 Königslachse in den Issaquah Creek. Heutzutage werden etwa zwei Millionen junge Königslachse jährlich ausgesetzt.